# Barbara Kruger

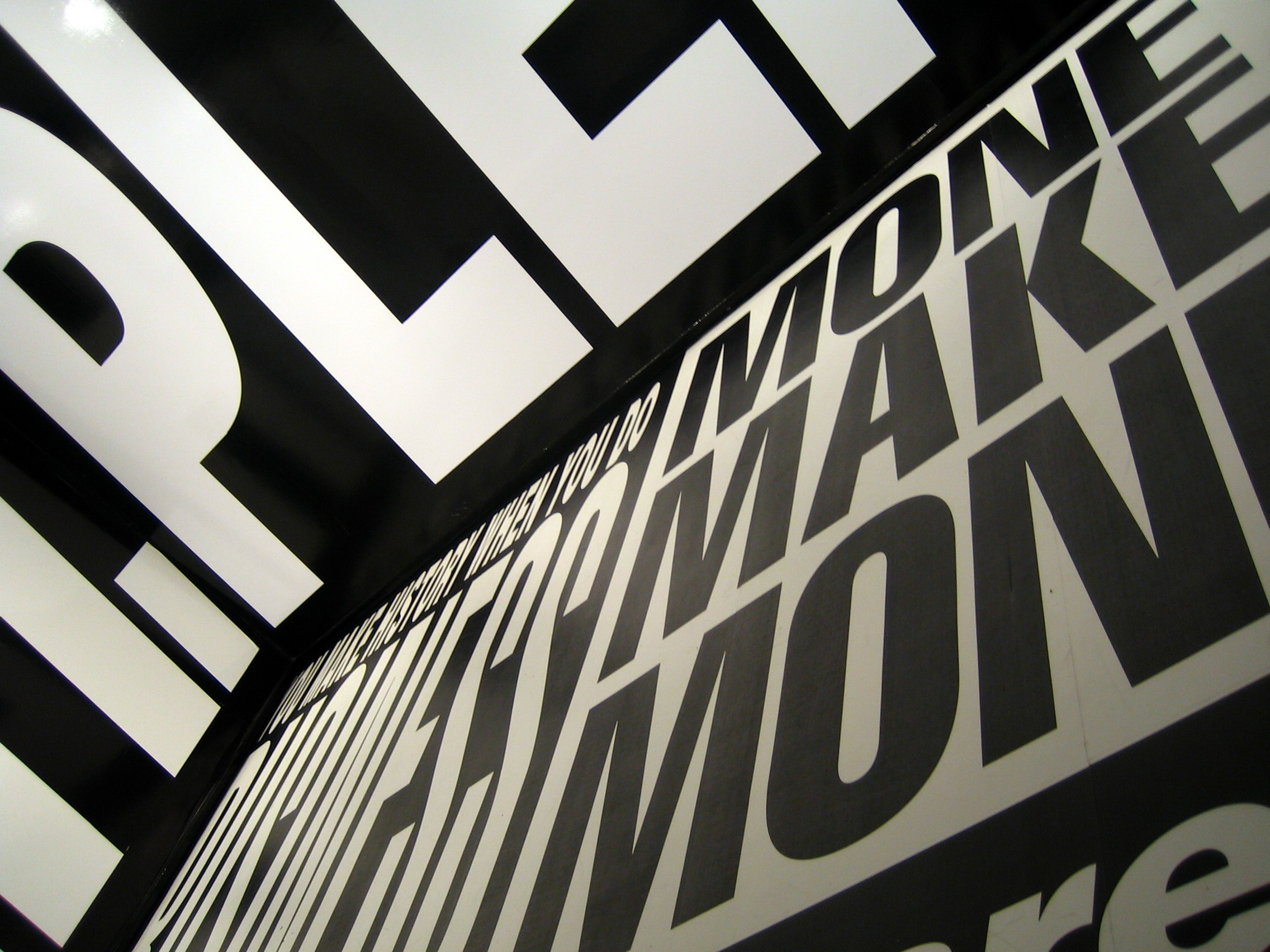

Barbara Kruger (Newark, 26 gennaio 1945) è un'artista statunitense. Conosciuta internazionalmente per la sua attività distintiva in diversi ambiti, tra cui installazioni video e audio, fotografia, scultura, architettura e graphic design. Si occupa anche di scrittura critica e curatela.

## Biografia
Nel 1964 frequenta la Syracuse University e l'anno successivo la Parsons School of Design di New York, dove studia arte e design con Marvin Israel e Diane Arbus, la quale è stata un modello per lei non tanto per il metodo o per la ricerca sociale, che può sembrare sottesa alle sue foto, quanto perché è un'artista-donna. Nel 1966 viene assunta dalla casa editrice Condé Nast, dove lavora presso il reparto di design della rivista Mademoiselle; viene rapidamente promossa capo designer. Inoltre ha ricoperto il ruolo di designer grafico, di art director e di picture editor nei dipartimenti artistici della House and Garden, dell'Aperture e di altre pubblicazioni. Kruger parla di queste prime esperienze da graphic designer come essenziali per la sua futura produzione artistica.
Nei primi anni settanta l'artista inizia a esporre i suoi lavori nelle gallerie di New York: partecipa alla Whitney Biennial nel 1973 e, nei due anni successivi, realizza due mostre personali, rispettivamente presso Artists Space e Fischbach Gallery. In quel periodo lavora principalmente nell'ambito della tessitura e della pittura. Tuttavia percepisce nei suoi lavori una mancanza di significato: per questo nel 1976 prende un anno di pausa dalla sua attività artistica. Sempre in questi anni Barbara Kruger lavora come insegnante in diverse scuole e università, tra cui anche nell'University of California, Berkeley e si avvicina alle opere di Walter Benjamin e Roland Barthes.
A partire dal 1977 sperimenta per un breve periodo la fotografia e, intorno a questi anni, pubblica il libro Picture/Readings. Dal 1979 inizia ad impiegare, nella propria arte, immagini prese da stampe americane della metà del secolo, a cui sovrappone delle scritte. Questi primi collage, nei quali l'artista impiega tecniche che ha perfezionato nei suoi anni da graphic designer, inaugurano le sue provocazioni e i suoi commenti politici e sociali.
I lavori dell'artista sono diretti e provocatori, per questo evocano una risposta immediata. Come lei stessa ha affermato: “L'approccio diretto è stato il motore dei miei lavori fin dall'inizio. [...] Sono interessata al modo in cui le identità sono costruite, a come gli stereotipi sono formati, a come le narrazioni si congelano e diventano storia" (Direct address has motored my work from the very beginning. [...] I’m interested in how identities are constructed, how stereotypes are formed, how narratives sort of congeal and become history).
Spesso la Kruger si avvale di immagini di donne recuperate da pubblicità presenti su riviste o sui giornali, a cui aggiunge brevi testi che ne sovvertono il senso. Tutte queste peculiarità, come l'uso delle immagini su larga scala, in bianco e nero, il font e la scelta dei colori, hanno creato uno stile originale e facilmente riconoscibile. Lo scopo dei messaggi di Barbara Kruger è quello di far riflettere su temi politici e sociali e sui luoghi comuni della società moderna.
Negli anni recenti l'artista ha creato installazioni pubbliche dei suoi lavori (in gallerie, musei, stazioni, edifici municipali). Esce dall’ambito protetto della galleria; questo gesto è una ribellione al sistema dell’arte, ma al contempo l’artista non rifiuta di rimanere al suo interno. Tenta infatti di smontare il meccanismo del mercato e dei media, agendo dentro di esso e diventando una forte presenza. Inoltre, dalla fine degli anni novanta, ha utilizzato anche la scultura per esprimere la sua visione critica della moderna cultura americana.

## Arte e opere
L'artista utilizza diverse tipologie di strumenti per realizzare la sua arte, dalla fotografia alla pittura, dal design al telaio: tra il 1972 e il 1981 realizza opere in cui vengono assemblati materiali diversi tra di loro come pelliccia, cotone, stoffa e carta.
Nel 1978 realizza il libro "Picture/Readings", il suo primo atto artistico maturo, dove il confine tra testo iconico e verbale si confronta continuamente.
A partire dal 1979 lavora con immagini, in particolare modo in bianco e nero, alle quali abbina delle scritte rosse o nere in carattere Futura Bold o Helvetica Extra Bold. Presentate come se fossero seducenti manifesti con irresistibili slogan pubblicitari, le sue opere rivelano un’aspra critica a vari aspetti della società contemporanea. I suoi bersagli sono il maschilismo, il consumismo, le dinamiche di auto-rappresentazione. Ciò che scuote l’osservatore è che viene posto di fronte a dubbi con immagini e forme, che è abituato a riconoscere nel mondo pubblicitario, il quale invece vuole suscitare convinzione e consenso. L’artista non offre soluzioni, ma dilemmi.
Fin dagli anni Novanta, Barbara Kruger è una delle principali rappresentanti dei diritti delle donne nel mondo dell'arte. Un esempio importante è l’opera “Your body is a battleground” (1989), realizzata dall’artista in sostegno della marcia delle donne su Washington a favorevoli all’aborto. Dal 2000 in poi l'arte della Kruger si è sviluppata tanto da raggiungere molte stanze di gallerie e musei, attraverso esposizioni interattive e allestite dei suoi lavori.
La sua arte in generale rimanda alle dinamiche di rapporto tra potere e destinatario del potere che si estende fino a rapporti di potere più ampi e complessi. La Kruger ha basato la sua carriera sulla denuncia delle diverse forme di oppressione, come l'anti-aborto, la violenza sulle donne, l'omofobia e il razzismo. Un esempio può essere l'opera "Loser". Si tratta di una copertina del giornale New York Magazine: si vede un primo piano in bianco e nero del leader repubblicano con una scritta centrale che vuole riprendere l'insulto spesso rivolto da Trump ai suoi rivali.
Dal 1974 Barbara Kruger ha realizzato 48 mostre personali in gallerie importanti, come la Mary Boone Gallery a New York, la Gagosian a Los Angeles, la Galerie Spruth Magers a Monaco e la Galerie Yvon Lambert a Parigi, così come istituzioni artistiche rilevanti, come l'Institute of Contemporary Art di Londra e la Los Angeles County Museum of Art e nel 1999 una grande retrospettiva sia al Museum of Contemporary Art di Los Angeles che al Whitney Museum of American Art a New York.
Ha partecipato anche a mostre di gruppo, tra cui quella al Whitney Museum, al Guggenheim Museum e al Museum of Modern Art, tutti a New York; all'Art Institute of Chicago; all'Institute of Contemporary Art di Boston, al Museum für Moderne Kunst di Vienna e al Centre Georges Pompidou di Parigi. Nel 2005 ha presentato l'opera The Experience of Art alla Biennale di Venezia e ha ricevuto il Leone d'oro per la carriera.
Di recente, la Kruger ha creato installazione per il Broad Contemporary Art Museum al LACMA, per il Moderna Museet di Stoccolma e per il Price Center all'Università della California.
Tra le opere più conosciute troviamo:
- Perfect (1980)
- Your Every Wish Is Our Command (1981)
- Your Gaze Hits the Side of My Face (1981)
- You Invest in the Divinity of the Masterpiece (1982)
- I Shop Therefore I am (1987)
- We don't need another hero (1987)
- Your body is a battleground (1989)
- Love is something you fall into (1990)
- Super Rich, Ultra Gorgeous, Extra Skinny, Forever Young (1997)
- Justice (1997)
- All Violence Is An Illustration Of A Pathetic Stereotype (1991)
- Don't Be a Jerk (1996)
- Plenty (2010)
- Loser (2016)

Barbara Kruger ha illustrato "My Pretty Pony", un racconto breve dello scrittore Stephen King del 1988. La storia tratta della percezione del tempo: la copertina del libro è in acciaio inossidabile spazzolato ed è decorata, non con un titolo o un'immagine, ma con un orologio digitale funzionante che tiene traccia del tempo del lettore. All'interno delle pagine, Kruger ha sovrapposto immagini di cavalli e cavalieri con una piccola fotografia di una mano che regge un cronometro, punteggiata da una o due parole, che insieme dicono: "Il tempo non ha nulla a che fare con la velocità con cui puoi contare."
Inoltre, il MOCA le ha commissionato un murale per la mostra del 1989 "A Forest of Signs: Art in the Crisis of Representation," a cui hanno anche partecipato con le loro opere Barbara Bloom, Jenny Holzer, Jeff Koons, Sherrie Levine e Richard Prince. Centrale nella sua opera è il Pledge of Allegiance (Giuramento alla bandiera statunitense), scritto in lettere bianche su fondo rosso che evoca la bandiera degli Stati Uniti e rimanda alla deportazione di giapponesi durante la Seconda Guerra mondiale.